# パリ航空ショー
パリ航空ショー（パリこうくうショー、仏: Salon International de l'Aéronautique et de l'Espace, Paris-Le Bourget ; SIAE）は、フランスのパリにあるル・ブルジェ空港で隔年毎に開催される航空宇宙機器の国際見本市である。ファーンボロー国際航空ショー、ベルリン国際航空宇宙ショーと並んで世界的に有名な航空ショーである。

## 歴史
1908年に開催され、以後、数度の中断を経て現在に至る。1924年から2年毎に開かれている。第二次世界大戦終了後は1946年から再開され、1949年以降は隔年に開催されている。
パリ郊外にあるル・ブルジェ空港で開催され、世界有数の規模を持つショーであることから、各国から選りすぐりの精鋭がデモンストレーション飛行を行う。
2021年6月21日から27日まで開催を予定していた、第54回パリ・エアショーの中止が決まった。新型コロナウイルス感染症 (2019年)(COVID-19)による不確実性を考慮した結果としている。次回は2023年6月の開催を予定している。

## 開催日程
- 第44回：2001年6月17日-24日
- 第45回：2003年6月15日-20日
- 第46回：2005年6月13日-19日
- 第47回：2007年6月18日-24日
- 第48回：2009年6月15日-21日
- 第49回：2011年6月20日-26日
- 第50回：2013年6月17日-23日
- 第51回：2015年6月15日-21日
- 第52回：2017年6月19日-25日[2]
- 第53回：2019年6月17日-23日
- 第54回：2021年6月21日-28日:開催中止[3]